# Конденсація Клайзена
Конденсація Клайзена (Кляйзена) — хімічна реакція приєднання-фрагментації, в якій беруть участь карбонільна (складні ефіри) і активована метиленова групи (складні ефіри, альдегіди, кетони, нітрили). 

## Загальна характеристика
Реакція протікає в присутності основних каталізаторів, від метиленової групи відщеплюється протон, і в більшості випадків, як каталізатори, використовують металевий натрій, алкоголят натрію, амід натрію і гідрид натрію.
Цю реакцію також називають «ацилюванням Клайзена», тому що її можна розглядати як ацилювання сполук, що мають активну метиленову групу.
Реакції такого типу поширені в органічному синтезі, оскільки за їх допомогою досить легко отримати вуглець-вуглецеві зв'язки.

## Приклади
Класичний приклад конденсації Клайзена — утворення ацетооцтового ефіру під час конденсації двох молекул етилацетату в присутності етиляту натрію.
Ще одним прикладом такого типу реакції є конденсація фенілоцтової кислоти і етилацетату в етанолі за присутності каталітичної кількості етиляту натрію. Механізм реакції такий: фенілоцтова кислота виступає як електрофен, нуклеофільний етилят натрію (який можна розглядати як етилят-аніон) відриває протон від метиленової групи, отриманий аніон взаємодіє з електрофільним карбоніл-етилацетатом. Надалі сполука (β-кетокислота) може декарбоксилювати в кислому середовищі з утворенням сполуки (що, втім, уже не належить до конденсації і наведено тільки для повноти реакції).
| Animation zum Reaktionsmechanismus der Claisen-Kondensation |

## Особливі випадки
Часто «реакцією Клайзена» називають модифікацію реакції Перкіна, яка застосовується для отримання коричних (β-арілакрилових) кислот у присутності металевого натрію як каталізатора. Приклад такої реакції — утворення етилового ефіру коричної (β-фенілакрилової) кислоти з бензальдегіду і етилацетату в присутності металічного натрію і слідів етанолу:
{\displaystyle {\mathsf {C_{6}H_{5}CHO+CH_{3}COOC_{2}H_{5}\rightarrow C_{6}H_{5}{\text{-}}CH{\text{=}}CH{\text{-}}COOC_{2}H_{5}+H_{2}O}}}